# Makenzie Leigh
Makenzie Leigh (Dallas, 8 de agosto de 1990) es una actriz estadounidense, popular por su participación en la película del director Ang Lee Billy Lynn's Long Halftime Walk (2016) y por interpretar a Liza en la serie de televisión Gotham.

## Carrera
Leigh nació en Dallas, Texas. Su primer papel reconocido ocurrió interpretando a Liza en la primera temporada de la popular serie de televisión Gotham (2014–2015). También apareció en la miniserie de 2015 The Slap, un remake de la serie australiana del mismo nombre. Leigh interpretó un papel de reparto en la película James White (2015) y actuó en la serie Mozart in the Jungle. Interpreta a la porrista Faison Zorn en la película Billy Lynn's Long Halftime Walk.